# AW Architektur + Wettbewerbe
AW Architektur + Wettbewerbe (Architecture + Competitions) war ein internationales Themenheft für Architekten, Bauträger, Bauherren und Studenten. Die Fachzeitschrift erschien von 1939 bis 2008 im Karl Krämer Verlag, Stuttgart. In jeder Ausgabe wurden beispielhafte, realisierte Bauten aus dem In- und Ausland sowie aktuelle Projekte und Wettbewerbsentwürfe zu jeweils einem bautypologischen Schwerpunkt vorgestellt. AW Architektur + Wettbewerbe wurde vierteljährlich zweisprachig auf Deutsch und Englisch herausgegeben.
Im Hinblick auf den durch das Internet veränderten Informationsfluss bei Ausschreibungen und Architekturwettbewerben wurde die Publikation im Dezember 2008 mit der Ausgabe 216 eingestellt.